# Ana Drago
Ana Isabel Drago Lobato (Lisboa, 28 de Agosto de 1975) é uma socióloga e política portuguesa.

## Biografia
Na infância, viveu durante dois anos em Vila Real de Santo António, onde a mãe, médica, foi colocada.
Formou-se em sociologia na Faculdade de Economia da Universidade de Coimbra. Enquanto estudante, colaborou em diversas actividades associativas da Associação Académica de Coimbra, onde foi jornalista do Jornal Universitário A Cabra e da Rádio Universidade de Coimbra. Foi co-autora do programa televisivo "Conversa Privada" juntamente com Daniel Sampaio.
Em 1990, foi uma das apresentadoras do programa juvenil da RTP "Lentes de Contacto", então com o nome de Ana Lobato.
Foi Deputada na Assembleia da República nas IX e X Legislaturas, eleita pelo Bloco de Esquerda.
Em 2012, durante a XI Legislatura, desempenha os cargos de Deputado, Membro da Mesa Nacional do Bloco de Esquerda, Membro da Comissão Política do Bloco de Esquerda.
Pertenceu às seguintes Comissões Parlamentares: Comissão de Orçamento, Finanças e Administração Pública (Suplente), Comissão de Economia e Obras Públicas (Coordenador GP), Comissão para a Ética, a Cidadania e a Comunicação (Suplente), Comissão Eventual para Acompanhamento das Medidas do Programa de Assistência Financeira a Portugal (Suplente); e aos seguintes Grupos de Trabalho: Parlamento dos Jovens, Iniciativas Europeias, Currículos dos Ensinos Básico e Secundário e Educação Especial.
Em julho de 2014, Ana Drago anunciou a demissão do Bloco de Esquerda e a renúncia ao lugar de deputada da Assembleia Municipal de Lisboa, alegando divergências sobretudo no processo de convergências políticas.

## Obras publicadas
- "Agitar Antes de Ousar: O Movimento Estudantil Anti-Propinas", 2003, Edições Afrontamento, Porto  [4]